# トリガーマン!
『トリガーマン!』は火浦功によるSF小説。連作短編集。既刊1巻、再刊3回（2018年時点）。カセットブック/ドラマCDも発売されている。

## あらすじ
はるかなる未来。
法や正義の影に隠れ、悪事を成す者たちに涙を流す弱者がいた。伝説によれば、「それではいかん」と立ち上がったエドモンド某が祖先を真似して結成したのが、弱者に代わって恨みを晴らす「トリガーマン!」であった。
凄腕の傭兵部隊の一員であったキースは、部隊壊滅の罠に陥れられ、友の命と引き換えに生き延びることができた。その仇の1人がいるというバンザイCITYに降り立つ。

## 主要登場人物
声は、カセットブックでの担当声優。
キース・バーニング
声 - 鈴置洋孝
空挺の傭兵部隊の生き残りで、「美しきブロンドの狼」との異名を持つ。戦友たちの仇を討つために暗黒社会へと身を沈める。
特技は匍匐前進。
ミリアム
声 - 本多知恵子
バンザイCITYのトリガーマン元締め。
猫に変身することができる獣人。なお、猫から人間体に戻る際には全裸である。
ジョーカー
声 - 屋良有作
見事な筋肉の大柄な黒人男性。表の仕事はバー「ギルガメッシュ・タバーン」のバーテンダー。
特技は「シェイクスピア全集の暗唱くらい」と謙遜する。
ジョーカーに何事か囁かれた者は、短時間のうちにゲシュタルト崩壊を引き起こす。
極端な偏食で、肉や魚は食べない。
そめのすけ
声 - 龍田直樹
そめたろーとは双子。面を被っており、その下の顔は不明。そめたろーとはテレパシーによる会話も可能で、無言で互いに見つめ合ったまま笑い出すこともあるし、テレパシーのつもりが声に出して会話してしまっていることもある。
表の仕事は、屋台のラーメン屋で、ラーメンの味は市民の評判も高い。
和傘を超高速で回し、何でもその上で回転させることができる。
そめたろー
声 - 塩屋浩三
そめのすけとは双子。他はそめのすけの説明を参照。

## 各話
1. クライアントは手を汚さない
2. アンダー・ザ・バッドサイン
3. ジは仁義のジ
4. 伊豆のアメリカ人
5. 不死鳥（フェニックス）は舞い降りた
6. リトル・ドラマー・ガール
7. 殺しの鉄人

『高飛びレイク -全-』（ソノラマノベルズ、2006年、ISBN 978-4257010876）には書き下ろし短編「バンザイCITYの顔役」が収録されている。主人公はレイクだが、本作の面々も登場する。

## 既刊一覧
- トリガーマン!1
ソノラマ文庫、1987年12月30日初版発行、ISBN 4-257-76396-5
表紙画、挿絵 沖一
第1話から第5話を収録
- トリガーマン!1 {\displaystyle {2 \over 5}}
ソノラマ文庫、2002年10月31日第1刷発行、ISBN 4-257-76982-3
表紙画、挿絵 高橋明
トリガーマン1に未収録だった第6話、第7話を追加したもの。
- トリガーマン!［再］
朝日ノベルズ、2010年12月30日第1刷発行、ISBN 978-4-02-273958-2
表紙画、挿絵 高橋明
火浦功の作家生活30周年記念の再刊。